# マーゲイト
マーゲイト (英語: Margate) は、イギリスのイングランド地方ケント州サネットにあるタウンである。メイドストンの東北東61.3 kmに位置している。

## 歴史
文書によるとマーゲイトは、1264年に"Meregate"、1299年に"Margate"と記録されていて、近代に至るまで何度も綴りが変更されている。名前の意味は、「水溜りのゲート（pool gate）」、または「時にはスイマーが飛び込むような、水溜りがみられる崖の間の隙間」と考えられている。サネット島の崖は、化石が含まれたチョーク石から成っている。タウンの歴史は、海と密接な関わりがあって、誇るべき海事の伝統がある。
近隣のラムズゲートと同様に、マーゲイトは伝統的にロンドン市民が休暇で訪れる砂浜のあるリゾート地である。ヴィクトリア時代の桟橋があったが、1978年の嵐によって大部分が破壊されてしまった。

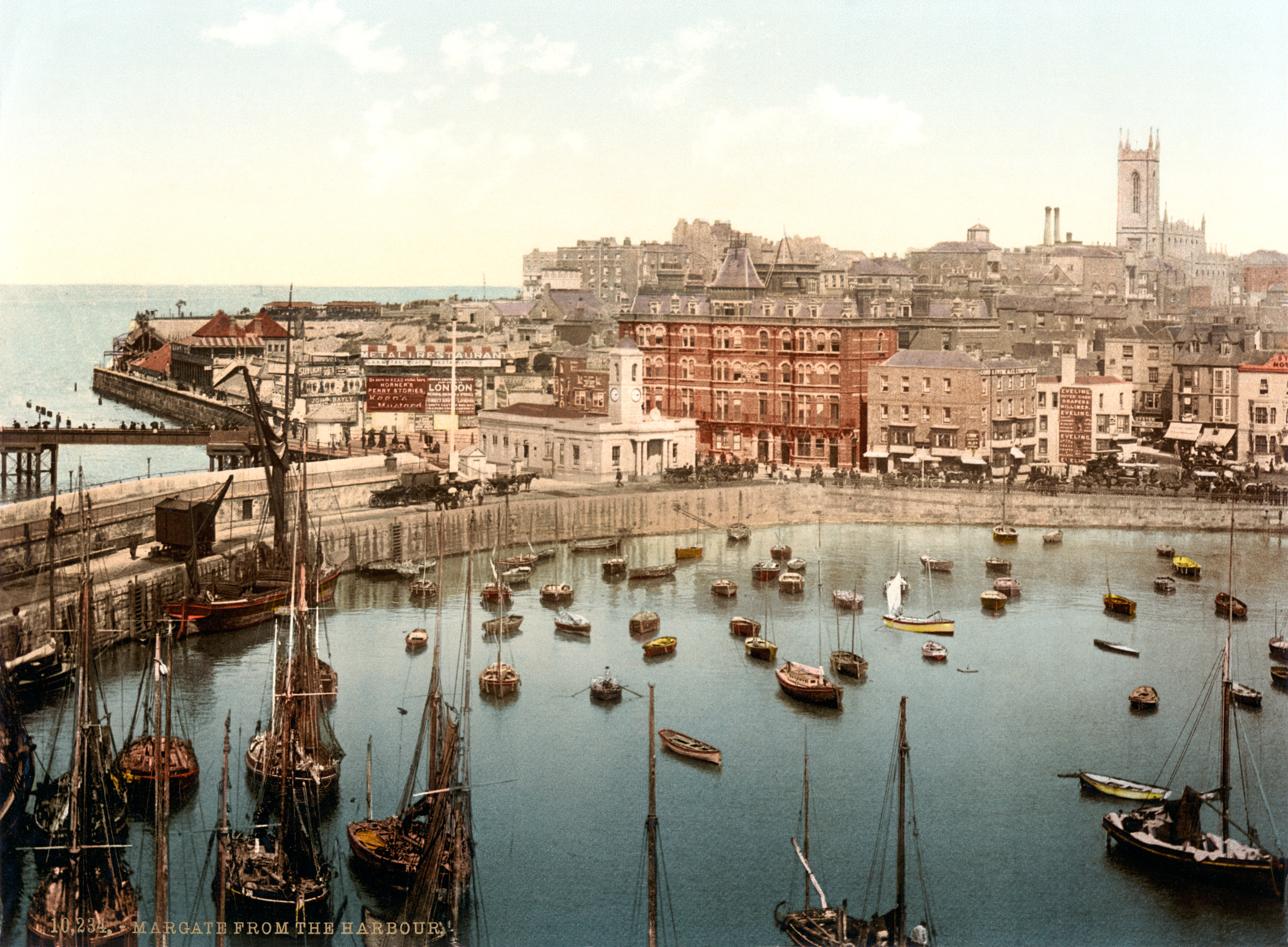
1897年のマーゲイト港

## スポーツ
- マーゲートFC

## 出身人物
- アルフレッド・デラー - 声楽家
- デヴィッド・ワトキン - 撮影監督
- チャールズ・F・ワレン - 宣教師

## 姉妹都市
- ドイツ イダー＝オーバーシュタイン
- ウクライナ ヤルタ
- カザフスタン アスタナ
- キプロス ラルナカ